# معاداة الفلسطينيين

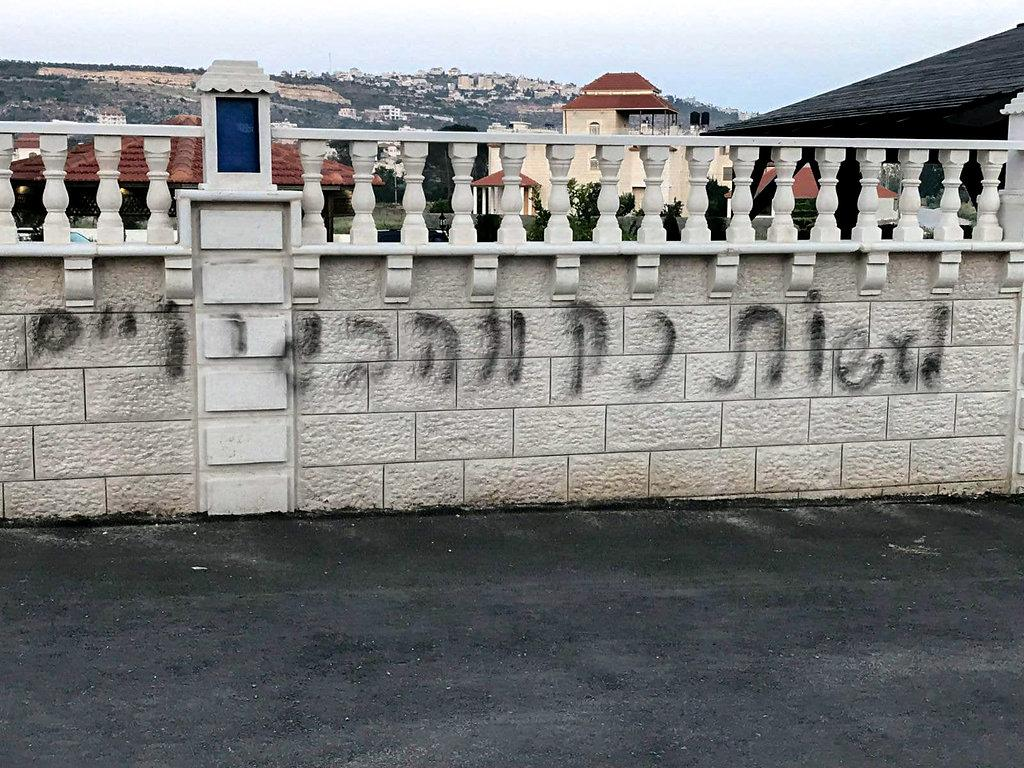
جدارية في ترمسعيا التي تركها مستوطنون إسرائيليون «انتقموا من الغوييم».

معاداة الفلسطينيين أو المشاعر المعادية للفلسطينيين إلى التحامل والتمييز ضد الفلسطينيين من جانب جماعات أو افراد. ويشار إليها أحياناً على أنها شكل من أشكال العنصرية تتجلى في المشاعر المعادية للعرب. هذه الظاهرة شائعة في إسرائيل والولايات المتحدة ولبنان وغيرها من الدول.
إن معاداة الفلسطينيين الموجهة إلى جماعة عربية ذات أغلبية مسلمة، كثيراً ما تتداخل مع معاداة العرب و‌رهاب الإسلام. ويقول عماد موسى، وهو يكتب على موندوايس، إن مناهضة الفلسطينيين هو شكل من أشكال التعصب، "شكل من أشكال التحامل متعدد الطبقات، لا يمكن فصله عن المشاعر العامة لرهاب الإسلام ومعاداة العرب في الغرب". يقول المؤلفة والأستاذة الباكستانية سوناينا مايرا، مستشهدةً بالتاريخ على لسان شاهزاد بشير في سياق التسمية: "إن جانباً مهماً من انتماء الفلسطينيين، أي الهلع الأخلاقي الذي يثار حول "تطرف" الشباب الأميركي من المسلمين والعرب، كثيراً ما يقترن باتهامهم بأنهم ينتمون تلقائياً إلى "اللاساميين" إذا انتقدوا سياسات الدولة الإسرائيلية. اعتبر الكاتب والفيلسوف الإسباني سانتياجو ألبا ريكو، في مقال له بعنوان: "تجريد إسرائيل الفلسطينيين من إنسانيتهم هو ضرورة سياسية"، وأن إنكار إسرائيل إنسانية الفلسطينيين ليس تعبيراً عن موقف عنصري فحسب، بل هو كذلك ضرورة سياسية، ذلك "إن الاعتراف بإنسانية الفلسطينيين سيجبر الإسرائيليين على التشكيك في إنسانيتهم، وفي تأسيس دولتهم وتاريخها". أما نعوم شومسكي وإيلان بابه، فقد وجدا أن "تجريد الفلسطينيين من إنسانيتهم من خلال وسائل الإعلام هو أمر يجب محاربته يوماً بعد يوم".

## التجريد من الإنسانية ومعاداة الفلسطينيين على المنصات الرقمية
وصفت الرقابة على الآراء الفلسطينية والمناصرة للفلسطينيين على الأنترنت، وخاصّة على وسائل التواصل الإجتماعي بأنها "نظام فصل عنصري رقمي" و"إحتلال رقمي".
إتهم نشطاء الحقوق الرقمية كل من فيسبوك وإنستغرام بمعاداة الفلسطينيين. ومواقع اخرى اتهمت بمعاداة الفلسطينيين ضمت زووم ويوتيوب، تويتر وباي بال.

## حسب المكان

### أستراليا
في 15 سبتمبر 2021، الكاتب الأسترالي ستيوارت ريس جادل بأن «هناك حاجة ماسة لبيان عن معاداة الفلسطينيين». ويوضح «ليس من الصعب توقع مبادئ توضح وثيقة مهمة والأدلة التي تستند اليها». ويذهب إلى التمحيص من نهج حقوق الإنسان القائم على القانون الدولي.
وفي الشهر نفسه، أصدر الإتحاد العربي الأسترالي وثيقة بعنوان «بيان سيدني عن معاداة الفلسطينيين». جاء هذا البيان رداً على التعريف العملى الذي وضعه التحالف الدولى لإحياء ذكرى الهولوكوست. وتقول الوثيقة أن هذا البيان فرضته «عقود من التمييز ضد الشعب الفلسطينى»، انعكست في «الإحتلال العسكرى الإسرائيلى للأراضى الفلسطينية»، ومحنة اللاجئين الفلسطينيين، والهجمات على الحياة والممتلكات الفلسطينية، وانتشار القوالب النمطية المناهضة للفلسطينيين. وزعم البيان أن «معاداة الفلسطينيين تستهدف وسائل الإعلام والمؤسسات والطلاب والأكاديميين إذا كانوا منتقدين لإسرائيل أو متعاطفين مع الشعب الفلسطيني». ووصف مجلس الشؤون الأسترالية - الإسرائيلية واليهودية البيان بانه «غريب ومثير للقلق»، زاعماً أن البيان يستتبع «مصادرة واسعة وغير مناسبة للحقوق الدولية» ليناسب «سرداً يخدم نفسه».

### النمسا
في عام 2020، اعتمد البرلمان النمساوي قراراً يدين حركة المقاطعة لإسرائيل. وأدانت حركة المقاطعة القرار ووصفته بأنه «معادي للفلسطينيين» و«ضد الديمقراطية».

### كندا
في عام 2018، انتقد المؤلف والناشط السياسي إيف إنجلر الحزب الديمقراطي الجديد لسلوكه فيما يتعلق بقرار فلسطين الذي دعا إلى دعم الجهود الرامية إلى حظر «منتجات المستوطنات من الأسواق الكندية، واستخدام أشكال أخرى من الضغط الدبلوماسي والإقتصادي لإنهاء الاحتلال [الإسرائيلي]».
في عام 2020، قيل إن جامعة تورنتو منعت توظيف إينا أزاروفا كمديرة للبرنامج الدولي لحقوق الإنسان بسبب نشاطها المؤيد للفلسطينيين. ووصفت دانيا ماجد، رئيسة رابطة المحامين من العرب الكنديين، ذلك بأنه مثال على أن «العنصرية المناهضة للفلسطينيين حية وبخير» في كندا.

### فرنسا
في مايو 2021، طلب وزير الداخلية الفرنسي، جرالد دارمنين، أن تحظر الشرطة احتجاجًا مؤيدًا للفلسطينيين في باريس. ووصف الصحافي الباريسي سيهام اسباغوي القرار بأنه تعبير عن «تضامن استعماري فرنسي مع قوات الاحتلال الإسرائيلي».

### ألمانيا
تجدر الإشارة إلى ان المشاعر المناهضة للفلسطينيين شائعة في ألمانيا. ويشتهر اليسار الألماني وخصوصا حركة أنتي دويتش (معاداة الألمان) بالمشاعر المعادية للفلسطينيين. مؤيدون إسرائيليون من اليسار الألماني يعتبرون ان الفلسطينيين مرتبطون بتضامنهم مع اليهود.
في عام 2019، أعلن البوندستاغ أن حركة BDS هي شكل من أشكال معاداة السامية. وردا على ذلك نددت حركة المقاطعة بالاقتراح ووصفته بانه «معادٍ للفلسطينيين». واصدرت اللجنة الوطنية الفلسطينية «بي.دي.اس» بيانا اعلنت فيه ان الاقتراح «فلسطيني...مكارثي (...) صدر عن مجلس النواب الألماني قرارا غير دستوري».
وجادل الموسيقار البريطاني بريان اينو بأن الفنانين المناصرين للفلسطينيين يتعرضون «للرقابة والمكارثية التحقيقية» بسبب تصرفات الحكومة الألمانية والجماعات المناهضة للفلسطينيين.

### الولايات المتحدة
ويميل الرأى العام الامريكى منذ عدة سنوات إلى تأييد إسرائيل وضد الفلسطينيين بالرغم من ان المشاعر المؤيدة للفلسطينيين ازدادت في الولايات المتحدة خلال القرن الحادى والعشرين. في عام 2021 حسب غالوب ثلاثين بالمائة فقط من الأمريكيين كانت لهم نظرة إيجابية إلى السلطة الوطنية الفلسطينية. فقد تعاطف 25% فقط من الأميركيين مع الفلسطينيين أكثر من تعاطفهم مع الإسرائيليين، بينما تعاطف 58% منهم مع إسرائيل. ورأى 34% فقط من الاميركيين ان على الولايات المتحدة ان تمارس المزيد من الضغوط على إسرائيل في ما يتعلق بالصراع الإسرائيلي - الفلسطيني. غير ان 52% من الاميركيين ايدوا قيام دولة فلسطينية مستقلة. ان الديمقراطيين أكثر احتمالا من الجمهوريين في ان تكون لديهم مشاعر مؤيدة للفلسطينيين.
وفي مقالها عام 1990 «إسرائيل: لمن هذه الدولة على اية حال؟» كتبت الكاتبة اليهودية الاميركية اندريا دوركين ان اليهود الاميركيين تربوا على مشاعر معادية للفلسطينيين تصفها بانها «تحيز عميق وحقيقي ضد الفلسطينيين يرقى إلى كراهية عنصرية».
في مايو 2021، تم تخريب مركز طيبة الإسلامي في منطقة خليج شيبسهيد في بروكلين حيث كتب رسوم مضادة للفلسطينيين «الموت لفلسطين». وحقق قسم شرطة مدينة نيويورك في الحادث باعتباره جريمة كراهية. وأصدر قادة الطلاب في جامعة ميشيغان بياناً نددوا فيه بالمشاعر المعادية للفلسطينيين - الذي زعموا أنه سُمِح له بـ «الاستشراء» في الحرم الجامعي، قائلاً إن الطلاب الفلسطينيين «هُمِّشوا تهميشاً عميقاً من خلال الرقابة والتهديدات».
في نوفمبر 2021، قدم قانون فلسطين شكوى إلى مكتب واشنطن العاصمة لحقوق الإنسان ضد جامعة جورج واشنطن، مدعياً أن الجامعة تميز ضد الفلسطينيين في تقديمها لخدمات معالجة الصدمات النفسية.
في نوفمبر 2023، وأثناء طرح مشروع قرار لوقف إطلاق النار في حرب 2023 على غزة وإطلاق سراح الأسرى الإسرائيليين، وأثناء بكاء النائبة آنجي نيكسون على أعداد الضحايا المدنيين المتزايد وقولها "وصلنا لعشرة آللاف فلسطيني ميت، كم أكثر سيكون كافيا؟" لتقاطعها نائبة الحزب الجمهوري ميشيل زالسمان لتقول "كلهم"، ردت نيكسون على الرد في لحظتها قائلة "أحد زملائي قال حالا كلهم، واو" أنكرت زالسمان في البدء واصفة الأمر ب"المزيف" ولكنها قالت لاحقا أنها تتحدث عن حماس.
في فبراير 2024، وأثناء سؤاله عن موقفه من قتل الأطفال تحديدا والمدنيين، قال عضو الكونجرس الأمريكي عن الحزب الجمهوري آندي أوجلز (Andy Ogles) "يجب علينا قتلهم كلهم". برر ذلك لاحقا بأنه كان يتحدث عن حماس بالرغم من وضوح السؤال آنذاك.